# Nobling
Le nobling est un cépage de cuve allemand de raisins blancs.

## Origine et répartition géographique
Le cépage est une obtention de Johannes Zimmermann dans l'institut Staatliches Weinbauinstitut à Fribourg-en-Brisgau. L'origine génétique est vérifiée : c'est un croisement des cépages sylvaner x chasselas réalisé en 1940. Le cépage est autorisé dans de nombreux Länder en Allemagne mais le cépage est peu multiplié passant de 128 hectares en 1994 à 96 hectares en 2001.

## Caractères ampélographiques
- Extrémité du jeune rameau faiblement aranéeux
- Feuilles adultes, à 5 lobes, avec un sinus pétiolaire fermé à lobes superposés, dents ogivales, moyennes, en deux séries.

## Aptitudes culturales
La maturité est de deuxième époque moyenne : 15 jours après le chasselas.

## Potentiel technologique
Les grappes sont moyennes et les baies sont de taille moyenne à grosses. La grappe est cylindrique, parfois ailée et compacte. Le cépage est de bonne vigueur et d’une moyenne fertile régulière. Il est sensible à la pourriture grise et il craint les gelées comme en 1984/1985.
Le cépage donne des vins blancs supérieurs au vin de sylvaner.

## Synonymes
Le nobling est connu sous le sigle FR.128-40 